# 1107
| Calendário gregoriano                                                        | 1107 MCVII                                           |
| Ab urbe condita                                                              | 1860                                                 |
| Calendário arménio                                                           | 556 – 557                                            |
| Calendário bahá'í                                                            | -737 – -736                                          |
| Calendário budista                                                           | 1651                                                 |
| Calendário chinês                                                            | 3803 – 3804 Início a 26 de janeiro (aproximadamente) |
| Calendário copta                                                             | 823 – 824                                            |
| Calendário etíope                                                            | 1099 – 1100                                          |
| Calendários hindus - Vikram Samvat - Calendário nacional indiano - Cáli Iuga | 1162 – 1163 1028 – 1029 4207 – 4208                  |
| Calendário Holoceno                                                          | 11107                                                |
| Calendário islâmico                                                          | 500 – 501                                            |
| Calendário judaico                                                           | 4867 – 4868                                          |
| Calendário persa                                                             | 485 – 486                                            |
| Calendário rúnico                                                            | 1357                                                 |
| Calendário solar tailandês                                                   | 1650                                                 |

1107 (MCVII, na numeração romana) foi um ano comum do século XII do Calendário Juliano, da Era de Cristo, e a sua letra dominical foi F (52 semanas), teve início a uma terça-feira e terminou também a uma terça-feira.
No território que viria a ser o reino de Portugal estava em vigor a Era de César que já contava 1145 anos.
| Ano completo                       |
| ---------------------------------- |
| Ano comum com início à terça-feira |

## Eventos
- D. Afonso VII herda o domínio da Galiza, com direito ao título de Rei, por morte de D. Raimundo.

## Mortes
- 9 de Agosto - Horikawa, 73º imperador do Japão.
- D. Raimundo de Borgonha, pai de Afonso VII de Castela.
- 15 de Junho - Dagoberto de Pisa.